# Metoda MFK
Metoda MFK (Manuální Fyzioterapeutická Korekce) je systematický postup, který fyzioterapeutovi či masérovi umožňuje zvolit vhodnou terapeutickou techniku. Metoda byla vyvinuta týmem fyzioterapeutky Martiny Končalové. Terapeut zadává výsledky z vyšetření svalového testu do počítačového programu MFK, který na jejich základě vygeneruje doporučenou terapii. Celý postup, anamnéza, vyšetření, diagnostika, návrh terapie a kontrola jsou běžnými základními postupy užívanými ve zdravotnictví. Metoda využívá známé systémy ze zdravotnictví a čerpá své základy z knihy "Aplikovaná kineziologie" , kde prakticky kopíruje modifikovaný svalový test a reflexní terapii (zvanou "Neurolymfatické body"). Největším benefitem metody je digitální obrazová vizualizace funkčních svalových poruch. 

## Postup terapie

### Anamnéza
Během anamnézy se zapíší minulé nálezy jako prodělané zlomeniny kostí, operace, úrazy měkkých tkání, funkční změny včetně stupně bolesti. V údajích jsou uvedeny klientovi subjektivní pocity bolesti a trvalé objektivní změny svalového, kloubního, páteřního a vnitřního aparátu. Anamnéza pracovní a rodinná se ukládá do speciálního dotazníku.

### Vyšetření
Terapeut s klientem provádí opakované vyšetření, řízené metodickým systémem.[ujasnit] Fyzioterapeut / masér aplikuje znalosti z funkčních svalových testů pro odhalení svalové dysbalance a poznání pohybových stereotypů klienta. Při vyšetření zaznamenává fyzioterapeut / masér do systému specifická svalová oslabení, přičemž není třeba vědět, zda jde o symptom nebo patologickou příčinu. Vyšetření není měřením, ale posuzováním kvality nástupu svalového pohybu a jeho aktivity.

### Diagnostika
Výsledky vyšetření myokinetické aktivace jsou vyhodnoceny algoritmem, který vychází ze závislostí mezi částmi jednotlivých tělních systémů (nervového, svalového, kloubního a páteřního). Pro orientaci, zda zvolená terapie určitých svalů způsobila zatížení i v dalších systémech, slouží grafické diagnostické mapy. Systém tak má pomocí algoritmu odhalit skutečné příčiny bolesti, neboť vlivem zřetězení může klient udávat bolest na místě jiném. Fyzioterapeut má získat přehled o příčinách bolesti a funkčních omezeních v anatomických souvislostech. Systém umožňuje ukládat obrazovou projekci nálezů pohybového systému, porovnávat ji a hodnotit vývoj změn.

### Volba techniky terapie
Terapeutická část mapuje všechna omezení hybného systému, získává celkový přehled o kvalitě jejich funkce a uvádí tělo do funkční prosperity. Metoda pracuje s faktem, že každý pohyb, který sval provede, koresponduje s protipohybem svalu oponujícího.[ujasnit] Systém pomáhá terapeutovi řadit sled intervence, a ten vybírá z úkonů jako stimulace reflexních bodů, měkké techniky v oblasti fascie, trigger zón a tender zón, elektroléčebné techniky, cvičení apod.[ujasnit] Postup, místo zákroků a vybrané techniky jsou v rukou fyzioterapeuta i maséra.

### Kontrola
Po každé terapii provádí fyzioterapeut / masér kontrolu aktivace svalů, které byly při vyšetření označeny jako změněné proti normě. Tím klient a terapeut získávají přehled o účinnosti zvolené terapie.

## Psychosomatika
Lidé pracující s touto metodou věří, že životní traumata narušují vztahy systémů těla a zanechávají stopy v lidském organizmu. Proto se snaží zkoumat fyzický i psychický soulad v těle. Metoda přiřazuje ke každému oslabenému svalu psychický stav skrze slovo na displeji počítače.

## Diagnózy
Uživatelé metody ji užívají u diagnóz jako roztroušená skleróza, výhřez meziobratlové ploténky, skolióza, dětská mozková obrna, zlomenina,[zdroj?] ale zaměřuje se i na prevenci svalové dysbalance během každodenních aktivit. Jednostranné či nadměrné zatěžování pohybového systému dlouhodobým sezením u počítače, stresem, cvičením ve fitness, golfem, tenisem, squashem apod. může vést k bolesti a omezení pohybu. To může a nemusí dál vést k funkčním a posléze strukturálním změnám ve svalech, kloubech, páteři i v ostatních částech těla. Metoda ale nemá v českém ani jiném zdravotním systému své ověření de lege artis medicinae, nejsou vědecky prokázané její účinky.